# Nikolaus Schuble
Nikolaus Schuble (* 10. September 1770 in Pfaffenweiler; † 24. November 1816 in Freiburg im Breisgau) war ein südwestdeutscher Orgelbauer, der in der Übergangszeit vom Barock zum Klassizismus tätig war.

## Leben
Schubles Leben und Werk hat der Orgelsachverständige Bernd Sulzmann (1940–1999) erforscht und umfassend in einem Aufsatz behandelt.
Anna Bernauer, am 18. Februar 1731 in Todtnau geboren, heiratete am 22. November 1762 in Pfaffenweiler den am 2. Juli 1733 geborenen Schreiner Josef Schuble. Trauzeuge war ihr Bruder, der Orgelbauer Blasius Bernauer, der damals ebenfalls schon im Breisgau lebte. Das Paar hatte fünf Kinder; der Sohn Nikolaus war der Letztgeborene. Nikolaus Schuble erhielt bei seinem Onkel zusammen mit seinem Vetter Xaver Bernauer eine Ausbildung als Orgelbauer. Blasius Bernauer führte ein unstetes Leben, hatte kaum noch Aufträge und musste ab 1790 seinen Sohn die Geschäfte führen lassen. Nikolaus Schuble ging es in der Folge nicht besser; in der Zeit der französischen Revolution konnten die Kirchen kaum an den Bau von Orgeln denken. Er ging deshalb 1802 nach Villingen, kehrte aber schon im Folgejahr zurück nach Pfaffenweiler. Von dort bemühte er sich um Einbürgerung in Freiburg, die Stadt habe ihm „hinlängliche Nahrung für immer darzubieten“. Um sein Begehren zu unterstützen, baute er für wenig Geld eine Chororgel für das Freiburger Münster. Den zünftig organisierten Instrumentenmachern gelang es jedoch, die Einbürgerung zu hintertreiben. Es dauerte deshalb fünf Jahre, bis Nikolaus Schuble endlich am 11. August 1809 nicht etwa als Bürger, sondern nur als Schutzverwandter angenommen wurde.

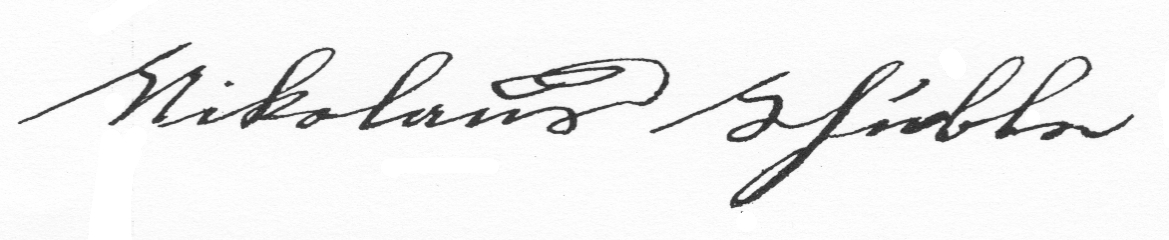
Unterschrift von Nikolaus Schuble

Künstlerisch konnte Nikolaus Schuble aufgrund seines frühen Todes nur wenig hinterlassen. Aufgrund einer Vergiftung wurde er „längere Zeit seiner Vernunft und endlich seines Lebens beraubt“, nämlich am 24. November 1816. Nach der Familientradition war Todesursache eine von der Konkurrenz in Waldkirch vergiftete Wurst, was jedoch nicht zutreffen kann, weil weitere Personen desselben Essens mit Vergiftungserscheinungen ins Spital gebracht wurden. Zwar gelangte der Leichnam in Freiburg in die Anatomie, was aber mit allen Verstorbenen geschah, die Almosen aus der Armenanstalt bezogen hatten. Nikolaus Schuble befand sich zu dieser Zeit in Gant (Konkurs) und hinterließ in Freiburg eine bedürftige Witwe, die aus Günzburg stammende Johanna Blank, mit zwei Kindern. Die Armenspital-Beerdigung auf dem Alten Friedhof von Freiburg kostete 30 Kreuzer.

## Werke
Von den Werken Schubles ist wenig in unsere Zeit überkommen, das hier vollständig aufgelistet werden kann:

### Opfingen
Die Orgel in der evangelischen Pfarrkirche wurde 1781 von Georg Marcus Stein (1738–1794) gebaut. 1805 erweiterte Nikolaus Schuble sie um einen Trompetbass 8′ – erwähnenswert deshalb, weil es eines der wenigen überhaupt von ihm erhaltenen Register ist.

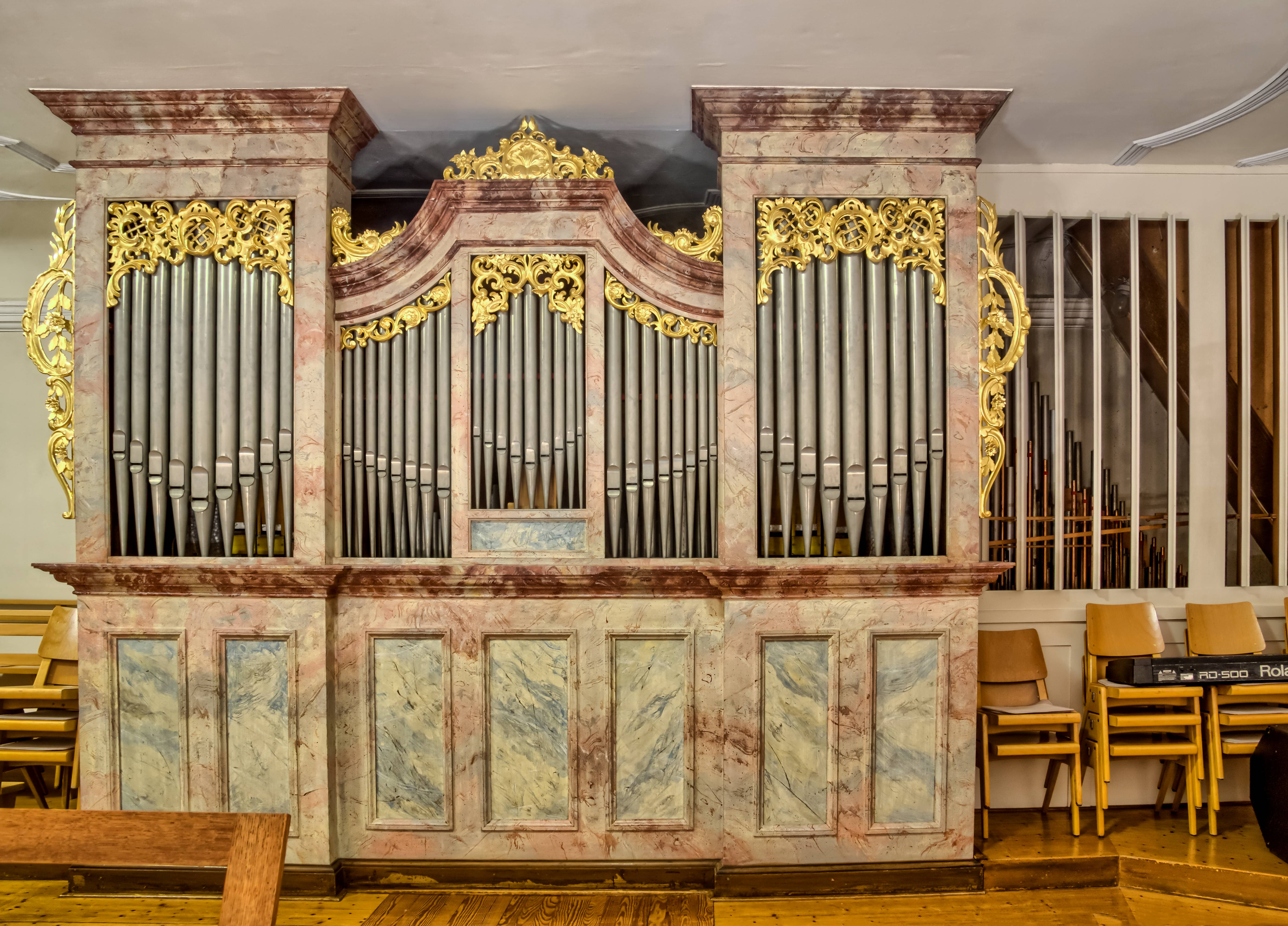
Prospekt der Orgel in Lehen

### Lehen
Von der Orgel, die Nikolaus Schuble 1808 für St. Cyriak baute, existiert nur noch das Gehäuse, in das Wilhelm Schwarz & Sohn 1965 ein neues Instrument mit 18 Registern und zwei Manualen eingebaut hat. Dabei wurde auch der Spieltisch vom Hauptwerk abgerückt. Zumindest ist aber von der alten Orgel die Disposition bekannt.

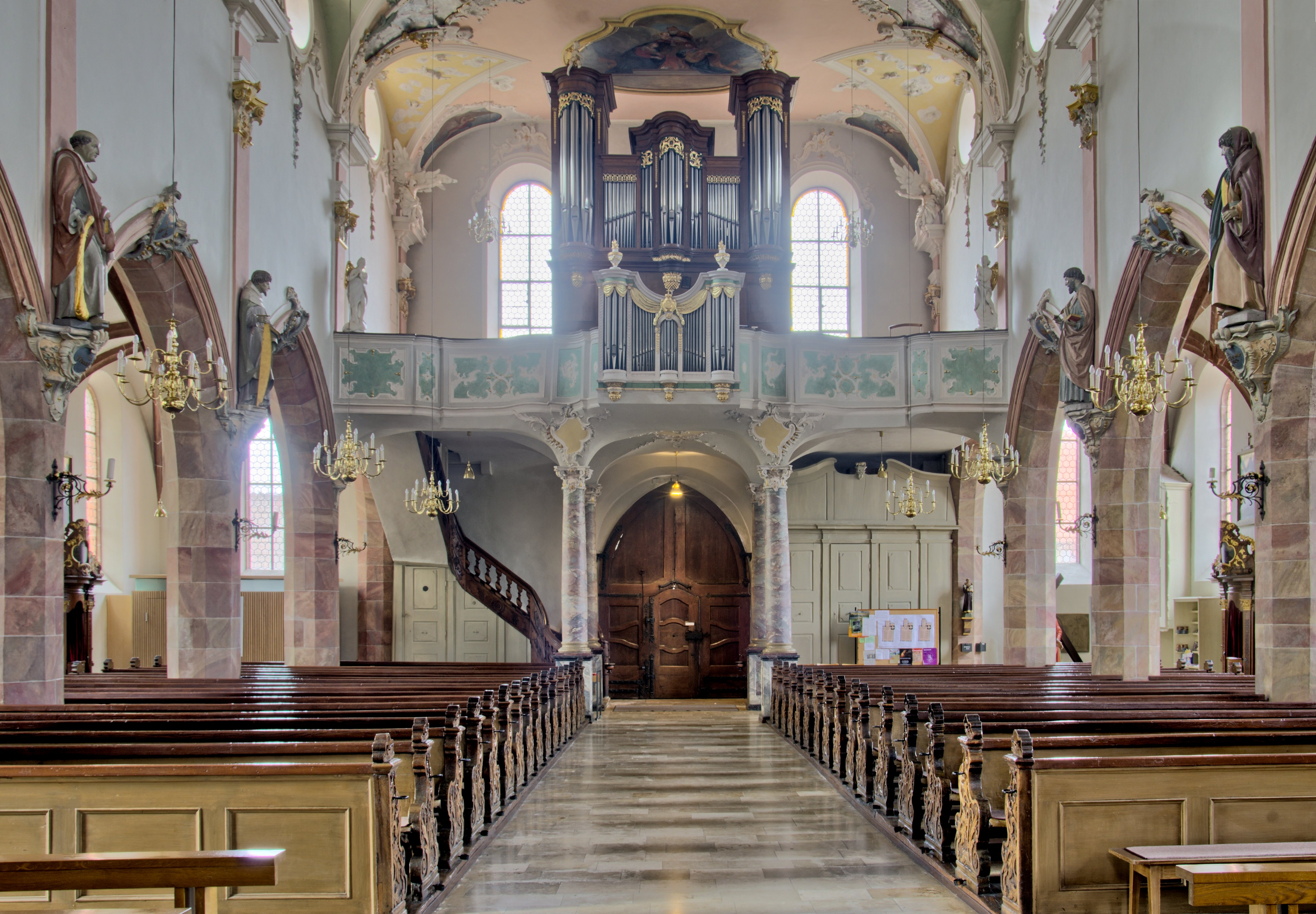
Orgelprospekt Kirchhofen

| Manual C–f3      |      |
| Bourdon          | 8′   |
| Viol de Gambe    | 8′   |
| Kornett V ab c1′ |      |
| Principal        | 4′   |
| Flöte            | 4′   |
| Nazart           | 3′   |
| Doublet          | 2′   |
| Mixtur           | 1/2′ |

| Pedal C–d0  |     |
| Subbass     | 16′ |
| Oktavbass   | 8′  |
| Trombetbass | 8′  |

- Tremulant
- Koppeln: I/P

### Kirchhofen
1761 hatte Adrien Joseph Pottier die in Ehrenkirchen vorhandene Orgel auf 18 Register erweitert und mit einem neuen Gehäuse versehen. Damit war man aber anscheinend nicht zufrieden. Nachdem zunächst die Silbermann-Orgel aus Arlesheim übernommen werden sollte, plante man einen Neubau unter Verwendung des vorhandenen Gehäuses, für den am 12. August 1809 ein Vertrag mit dem aus dem Nachbarort Pfaffenweiler stammenden Nikolaus Schuble geschlossen wurde. Vor Beginn der Arbeiten traten jedoch Meinungsverschiedenheiten auf, sodass auch der Orgelbauer Xaver Bernauer eingeschaltet wurde, ebenfalls aus einem Nachbarort, Staufen im Breisgau. Schließlich einigte man sich darauf, Schubles Disposition im Sinne Bernauers zu ändern. Nun zeigte sich aber, dass das alte Gehäuse von Pottier zu klein war. Schuble erhielt deshalb den Auftrag, auch ein neues Orgelgehäuse zu fertigen. Möglicherweise hat aber bei dem Rückpositiv der Orgel das Obergehäuse der Pottier-Orgel eine Zweitverwendung gefunden. Heute ist nur noch das Gehäuse der Schuble-Orgel vorhanden; 1977 erstellte Fischer & Krämer Orgelbau in dem historischen, teilweise ergänzten, aber auf die Originalabmessungen zurückgeführten Gehäuse eine neue Orgel. Sie hat 31 Register, wobei eine Erweiterung um eine Vox humana 8′ und einige Pedalregister vorgenommen, im Übrigen aber die Disposition von Schuble/Bernauer rekonstruiert wurde. „Durch seine klassische Anlage und Disposition findet das Werk sowohl freudige Zustimmung als auch unterkühlte Ablehnung bei den Orgelliebhabern“. 2014,  anlässlich des Orgeljubiläums, hat die Gemeinde mit der Sammlung von Spenden  für eine neue Restaurierung begonnen.

### Horben
In der Kirche St. Agatha befand sich 1812 eine „Orgel sehr klein und uralt“, die „nicht einmal den Namen einer Orgel verdient, indem sie gar kein Pedal und in der Claveatur nur 3 Octaven hat“. Ein vermögender Bauer stiftete deshalb eine neue Orgel, deren beabsichtigte Disposition aus dem Kostenvoranschlag von Nikolaus Schuble bekannt ist. Leider hat der damalige Pfarrer, dessen Erinnerungen erhalten sind, nur viel über die Wirrungen berichtet, bis der Bau der Orgel bewilligt wurde, und wenig über Nikolaus Schuble. Der berechnete für das neue Instrument 700 Gulden; weitere 50 Gulden erhielt ein Maler, der „der Orgel einen perlfarbigen Anstrich gab und die Verzierungen daran vergoldete.“ 1899 wurden einige Register der Orgel erneuert. 1951 wurde sie völlig umgestaltet und auf zwei Manuale und 13 Register gebracht. Wie wenig man zu dieser Zeit an dem Erhalt der alten Orgel interessiert war, erschließt sich daraus, dass die Schleiflade, „das Ding mit den vielen Löchern“, in der Pfarrscheune einfach zerhackt wurde. 1981 konnte trotzdem Fischer und Krämer Orgelbau beim Einbau einer neuen zweimanualigen Schleifladenorgel in das alte Gehäuse von Nikolaus Schuble noch einige Register und Pfeifenreihen von Schuble retten: Bourdon 8′, Principal 4′ (f′ – f′′′), Flöte 4′ (bis f′′′), Oktavbass 8′ C – d0. Es handelt sich heute um die vollständigste Orgel von Schuble, die auf uns überkommen ist. Für die Organistin ist die Orgel 2014 ein „sensibles und charmantes, wenn auch manchmal launenhaftes Mädchen.“
| Manual C–f3      |      |
| Bourdon          | 8′   |
| Viol de Gambe    | 8′   |
| Kornett V ab c1′ |      |
| Principal        | 4′   |
| Flöte            | 4′   |
| Nazart           | 3′   |
| Doublet          | 2′   |
| Mixtur           | 1/2′ |

| Pedal C–d0 |    |
| Oktavbass  | 8′ |
| Posaunbass | 8′ |

- Tremulant
- Koppeln: I/P

## Werkliste
Neben Reparaturarbeiten und Neubauprojekten, die nicht zu Aufträgen geführt haben, listet Bernd Sulzmann die von Nikolaus Schuble neu gebauten Orgeln auf. Dabei mag sich die Lücke vor 1803 dadurch erklären, dass sich die eigenen Nachforschungen Sulzmanns auf Baden beschränkt haben.
| Jahr      | Ort           | Kirche                             | Bild | Manuale | Register | Bemerkungen |
| --------- | ------------- | ---------------------------------- | ---- | ------- | -------- | --- |
| 1797      | Wehr          | St. Martin                         |      |         |          | 1807/1813 an die Diasporakirche in Höllstein verkauft. Nach Sulzmann stammt die Orgel nicht von Nikolaus Schuble, sondern von Xaver Bernauer. Nicht erhalten |
| 1803      | Pfaffenweiler | St. Columba                        |      | I/P     | 11       | Nicht erhalten |
| 1807/1813 | Freiburg      | Münster                            |      |         |          | Chororgel; nicht erhalten |
| 1808      | Lehen         | St. Cyriak                         |      | I/P     | 11       | Nur das Gehäuse erhalten |
| 1809      | Ottmarsheim   | Abteikirche                        |      |         |          | Umbau (Positiv); 1991 verbrannt, soweit noch vorhanden |
| 1810/1815 | Kirchhofen    | St. Mariä Himmelfahrt (Kirchhofen) |      |         |          | Nur das Gehäuse erhalten → Orgel |
| 1812      | Horben        | St. Agatha                         |      | I/P     | 10       | Gehäuse und 4 Register erhalten |